# Canal+ Sport 4
Canal+ Sport 4 – polskojęzyczna stacja telewizyjna, której nadawcą jest Canal+ Polska SA. Kanał dedykowany jest PKO Ekstraklasie. Kanał został uruchomiony 11 lipca 2019 roku.